# Berezina
Berezina ali Bjarezina (belorusko Бярэзіна, Bjarèzina, rusko Березина, Berezina) je desni pritok Dnepra in najdaljša reka, ki teče v celoti po ozemlju Belorusije.
Izvira na močvirnatem območju jugozahodno od mesta Dokšici. Izvir leži tik razvodnice med črnomorskim in baltskomorskim povodjem, saj v neposredni bližini izvirajo potoki, ki se prek Nemna in Zahodne Dvine stekajo v Baltsko morje. V zgornjem toku teče skozi Berezinski biosferni rezervat, znan po ohranjenih gozdovih in barjih, kjer prečka jezeri Medzazol in Palik. V južni smeri teče po Srednjeberezinski nižini in Gomeljskem Polesju, kjer je njen izliv.
Reko je moč razdeliti na zgornji del od izvira do sotočja z reko Gajno, srednji del do sotočja z reko Svislač in spodnji del do izliva v Dneper. V zgornjem toku je reka široka 15–20 m, njena dolina je neizrazita s položnimi pobočji. V srednjem in spodnjem toku je dolina bolj izražena, široka do 8 kilometrov, širina struge pa doseže 60–80 in nato 80–130 m. Celotna reka je vijugasta s številnimi meandri, rokavi in mrtvicami ter sezonsko poplavlja.
Pomembnejša desna pritoka sta Gajna in Svislač, levi pa Bobr, Kljava, Olsa in Ala.

## Zgodovina
Reki Berezini je zgodovinsko slavo prinesla bitka 26.–28. novembra 1812, v kateri je ruska vojska zdesetkala umikajočo se Napoleonovo armado; Napoleonu z manjšim spremstvom se je uspelo prebiti, vendar je njegova armada utrpela izgubo okoli 50 000 ljudi in prenehala obstajati kot organizirana sila. V francoščini je tako beseda »bérézina« postala idiomatski izraz za polom oziroma katastrofo. Iz istega časa je tudi švicarska ponarodela pesem Beresinalied, povezana s švicarskimi plačanci, ki so spremljali Napoleona med njegovim pohodom na Rusijo; od 1300 jih je bitko preživelo le okoli 300.
Razen tega je bila Berezina prizorišče bojev tudi leta 1708 s švedskim kraljem Karlom XII., leta 1920 med poljsko-sovjetsko vojno in med drugo svetovno vojno.